# In the Middle
Singles de Natalia Barbu
Regina Noptilor
(2023)
Chansons représentant la Moldavie au Concours Eurovision de la chanson
Soarele și luna  de Pasha Parfeni
(2023)
In The Middle est une chanson de la chanteuse moldave Natalia Barbu. Elle  a été sélectionnée pour représenter la Moldavie au Concours Eurovision de la chanson 2024.

## Contexte et composition
La  chanson est écrite par Khris Richards et Natalia Barbu elle-même. Elle est publiée le 19 janvier 2024 par le label Ragoza Music. Dans des interviews, Natalia déclare que la chanson s'inspire de ses enfants et qu'elle est venue « de mon coeur ». Le titre de la chanson est une métaphore au cœur d'une personne qui est la « lumière » de l'âme et qui se trouve « au milieu » du corps. Natalie déclare que la chanson prône la recherche de son vrai moi et la connexion avec « notre moi divin ».
La chanson n'a initialement pas été écrite pour l'Eurovision mais ses producteurs ont  convaincu Natalia de la proposer à l'Etapa națională 2024.

## Eurovision 2024

### Etapa națională2024
Le diffuseur moldave TeleRadio-Moldova (TRM) organise un concours de 11 candidats nommé Etapa națională 2024, afin de sélectionner son représentant à l'Eurovision 2024. Les 11 candidats sont sélectionnés par des jurys au cours d'une série d'auditions en direct de 32 participants. Lors de la grande finale, le gagnant est sélectionné par une combinaison 50/50 de télévote et de jury.
In the Middle est officiellement annoncée comme l'une des 32 entrées de la série d'auditions en direct le 26 décembre 2023. La chanson se qualifie pour la grande finale après avoir terminé première ,. Lors de la finale qui s'est déroule le 17 février 2024, la chanson obtient  un total de 22 points, à égalité avecValeria Pacha et sa chanson Anti-Princess. Le jury a donc départagé les deux chansons et a désignée In the Middle gagnante. La chanson est ainsi sélectionnée pour représenter la Moldavie au Concours Eurovision de la chanson 2024,.
Après la victoire de Natalia Barbu, Valeria Pasha fait immédiatement appel pour contester les résultats du vote. Elle déclare que les règles du concours ne sont pas assez transparentes en cas d'égalité, indiquant seulement que la victoire irait à « la chanson ayant reçu le plus de points ». TRM choisi finalement de laisser la victoire de  Natalia Barbu, Valeria Pasha étant accusée d'avoir 950 votes non valides.

### À l'Eurovision
À l'Eurovision, la Moldavie  se produit lors de la première moitié de la première demi-finale le 7 mai 2024  à laquelle votent l'Allemagne, le Royaume-Uni et la Suède ainsi que «le reste du monde ». Le pays ne réussit pas à se qualifier lors de cette demi-finale, terminant à la 13ème place avec 20 points. 